# Studnica, Tỉnh West Pomeranian
Studnica [studˈnit͡sa] (tiếng Đức: Grassee) là một ngôi làng thuộc khu hành chính của Gmina Ińsko, thuộc hạt Stargard, West Pomeranian Voivodeship, ở phía tây bắc Ba Lan. Nó nằm khoảng 7 kilômét (4 mi)   phía đông Ińsko, 44 km (27 mi) về phía đông của Stargard và 71 km (44 mi) về phía đông của thủ đô khu vực Szczecin.
Trước năm 1945, khu vực này là một phần của Đức. Đối với lịch sử của khu vực, xem Lịch sử của Pomerania.
Làng có dân số 112 người.